# Anja-Nadin Pietrek
Anja-Nadin Pietrek (* 13. März 1979 in Berlin) ist eine ehemalige deutsche Volleyballspielerin.

## Karriere
Anja-Nadin Pietrek begann 1993 mit dem Volleyball in ihrer Heimatstadt beim Juniorinnen-Team des VC Olympia Berlin. 1996 wechselte sie zum Bundesligisten CJD Berlin, der sich 1999 in Volley Cats Berlin umbenannte. Nach dessen Insolvenz 2002 wechselte die Universalspielerin zum italienischen Verein Città di Palermo. 2003/04 spielte Pietrek in der Schweiz bei Concordia BTV Luzern. Später kehrte sie zurück nach Berlin und spielte von 2009 bis 2012 beim Zweitligisten SG Rotation Prenzlauer Berg.
Anja-Nadin Pietrek nahm 2000 mit der deutschen Nationalmannschaft an den Olympischen Spielen in Sydney teil und belegte dort Platz sechs.